# Негабаритный груз
Негабари́тный груз (англ. oversize load) — это груз, габариты которого превышают допустимые при транспортировке размеры и установленные правилами дорожного движения нормы. Другими словами, негабаритный размер — это такой размер груза, который невозможно поместить в стандартное транспортное средство.

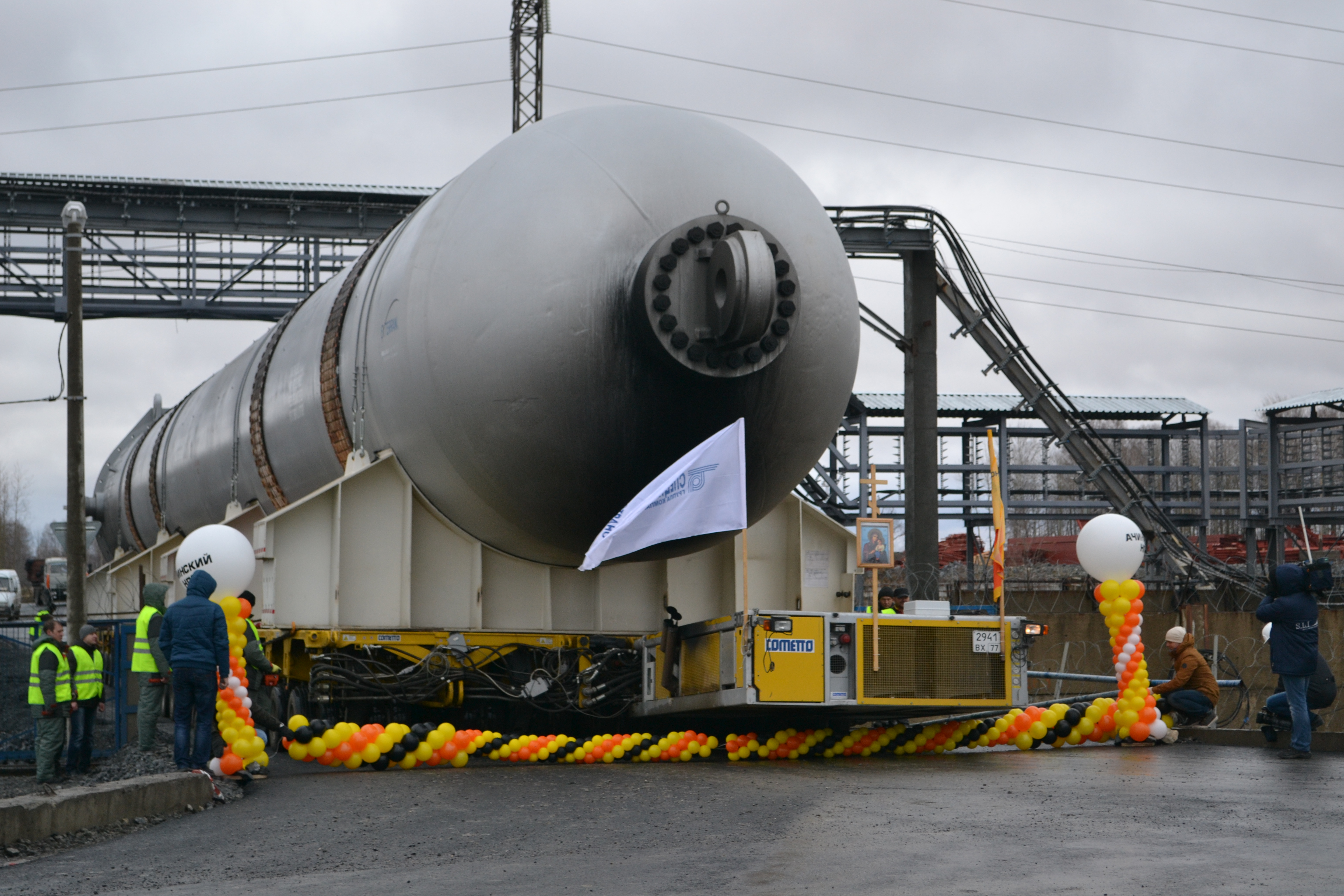
Перевозка реактора гидрокрекинга весом 1306 тонн на Ачинский НПЗ (доставку осуществила ГК «Спецтяжавтотранс», мировой рекорд по доставке самого тяжёлого груза автотранспортом на самое большое расстояние), 28 октября 2013 года

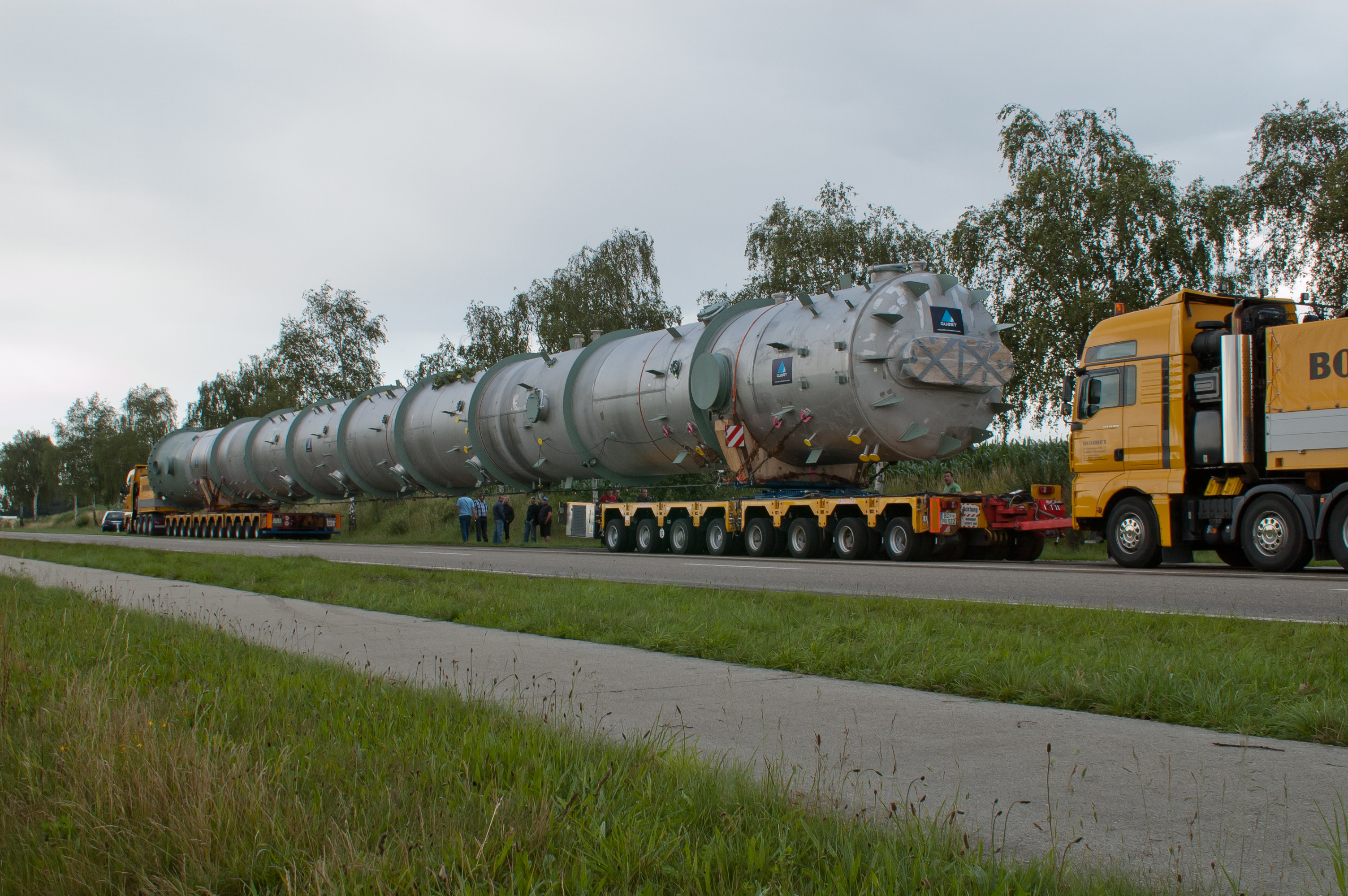
Перевозка ректификационной колонны из Эшвайлера (Германия) в Эхт (Нидерланды) для дальнейшей доставки по Маасу, Северному морю и Рейну на комбинат BASF в Людвигсхафене, июнь 2011 года

В профессиональной сфере, среди логистов и транспортных компаний, для подобных грузов применяются определения «негабаритный груз», «крупногабаритный груз» или просто «негабарит».
Отдельно стоит сказать о понятии «тяжеловесный груз». Это груз, у которого превышена максимально допустимая масса и (или) предельно возможные нагрузки на оси перевозящего его транспорта. 
Тяжеловесный груз может быть одновременно и негабаритным.
В широком смысле определение негабаритного (и/или тяжеловесного) груза включает целый комплекс требований к передвижному составу, пропускной способности (состоянию дорожного покрытия) и ограничению транспортных сетей, а также безопасности груза, так как возможности транспортировки таких негабаритных грузов могут ограничиваться размерами и грузоподъёмностью мостов, размерами тоннелей, наличием ж/д переездов, линий электрических передач и связи и даже погодными условиями и сезоном года.

## История
Впервые в России  понятие негабаритный груз появилось в начале 70-х годов, когда в СССР началась эпоха   великих строек.  Это время начала строительства десятков крупнейших объектов промышленно-энергетического комплекса Советского Союза:  Атоммаш, Курейская, Саяно-Шушенская, Сахалинская и другие ГЭС, АЭС, нефте - и газопроводы Западной Сибири, первые нефтехимические комбинаты. И каждый из них нуждался в услугах по доставке крупногабаритных тяжеловесных грузов, технологического  оборудования большой единичной мощности, которое невозможно было доставлять «россыпью» или частями, с последующим монтажом на  месте.
 В 1974 году  Госкомитетом  Совета Министров СССР была создана Временная научно-техническая комиссия  для подготовки предложений по обеспечению перевозок негабаритного энергетического и промышленного оборудования большой массы. Эта комиссия всесторонне исследовала проблемы транспорта негабаритных грузов большой массы (НГБМ). Предложения комиссии нашли отражение в постановлении Государственного Комитета Совета министров  от 24.11.76 г. “Об обеспечении перевозок крупногабаритного и тяжеловесного энергетического и другого промышленного оборудования и развития связанных с ними научно-исследовательских и проектно-конструкторских работ” и “Основных направлениях научно-исследовательских и проектно-конструкторских работ для обеспечения перевозок энергетического и другого промышленного оборудования”.
По результатам работы комиссии в 1974 году в городе Горьком (ныне Нижний Новгород) была создана специализированная автоколонна «Спецтяжавтотранс», а в 1976 году -  специализированное научно-производственное объединение (СНПО) «Спецтяжавтотранс». 
Главным итогом нескольких лет работы СНПО «Спецтяжавтотранс» стало создание в стране единой системы перевозок негабаритных грузов большой массы, её организационной, нормативно-правовой, технологической основ.

## Регулирующие документы перевозки негабаритных грузов автотранспортом
Ниже приведён список нормативных актов, регулирующих перевозки негабарита автомобильным транспортом по России и краткие комментарии по ним.
Правила дорожного движения о перевозках негабаритных грузов.
Лишь некоторые особенности перевозки негабаритных грузов регламентируются Правилами дорожного движения РФ. В них говорится про проблесковые маячки, опознавательные знаки, скорость движения негабарита, свес (выступ за задний и боковые габариты). Остальные моменты перевозки негабарита, согласно ПДД, регламентируются специальными правилами. О них речь пойдёт ниже.
Федеральный закон и правила перевозок грузов автотранспортом
Основной нормативный акт, касающийся автомобильных перевозок негабарита - Федеральный закон № 257-ФЗ, который в главе 5, статье 31 регулирует, как следует перевозить негабарит по автодорогам РФ. В этом законе говорится о том, что:
- для перевозок КТГ по автодорогам требуется спецразрешение;
- порядок выдачи утверждается правительством РФ;
- маршрут должен быть согласован с владельцами автодорог;
- должен быть возмещён ущерб, который рассчитывается владельцами автодорог.

На основании права, определённого этим законом, правительство утвердило Правила перевозок грузов автомобильным транспортом. Они утверждены постановлением № 272 от 15.04.11. В них даются определения, среди которых нужные негабаритчику:
- тяжеловесный груз;
- крупногабаритный груз;
- делимый груз.

Также в приложениях к этим правилам даются числовые нормативы, по которым определяется, является ли груз «негабаритным» .
Федеральный закон о международных перевозках негабарита
Международные перевозки негабарита регулируются Федеральным законом № 127-ФЗ. В нём говорится, что:
- при пересечении границы без спецразрешения машина будет задержана;
- нельзя осуществлять межрегиональные перевозки иностранным транспортным средством.

Приказ № 258: порядок выдачи разрешений
Основной документ, который регламентирует процедуру оформления спецразрешения на негабаритные грузы — это Порядок выдачи специального разрешения на движение по автомобильным дорогам транспортного средства, осуществляющего перевозки тяжеловесных и (или) крупногабаритных грузов, или как его коротко называют в народе, «Приказ 258».
Он регламентирует:
- как должно выглядеть спецразрешение,
- какая информация должна в нём содержаться;
- процедуру подачи заявления на спецразрешение — куда подавать, какую информацию указывать и какие приложения делать к заявлению;
- условия приемки заявлений и отказов по ним;
- порядок рассмотрения и согласования заявления;
- особенности согласования тяжеловесных грузов;
- сроки оформления разрешения;
- порядок выдачи или отказа в выдаче готового разрешения.

Приказ № 107: регламент для госорганов по оформлению разрешений
Приказ 258 определяет порядок оформления разрешений «со стороны перевозчика». Но есть документ и для «другой стороны окна» — административный регламент предоставления государственной услуги по оформлению разрешений, утверждённый приказом Минтранса № 107 от 15 января 2013 г. Он предписывает порядок действий госоргана, оформляющего разрешения.
В нём указаны:
- исчерпывающий список документов, требуемых от перевозчика;
- перечень оснований для отказа в предоставлени услуги;
- размер госпошлины;
- сроки регистрации и оформления;
- требования к помещениям, в которых предоставляется услуга;
- порядки подачи и рассмотрения жалоб, касающихся услуги;

Приказ № 7: безопасность негабаритных перевозок
Вступивший в силу 1 июля 2014 года, приказ Минтранса № 7 от 15.01.2014 г. регламентирует некоторые нормы, призванные обеспечить безопасность перевозки негабаритных грузов. В нём идёт речь:
- про делимые грузы;
- про организацию сопровождения негабарита: с каких параметров требуется сопровод и как он должен быть оборудован;
- условия, при которых требуется проект организации дорожного движения и требования к оформлению такого проекта.

Постановление № 934 + № 12: возмещение вреда
До конца 2014 года перевозчик оплачивает ущерб, причиняемый дорогам тяжеловесными грузами, на основании постановления Правительства № 934 от 16 ноября 2009 г. А с 1 января 2015 года вступит в силу постановление Правительства № 12 от 9 января 2014 года, которое многократно увеличивает размер ущерба, взимаемый за перевозку тяжеловесов.
В правилах возмещения вреда даётся общая формула расчёта ущерба, а также таблицы ставок за ущерб по общей массе и по осевым нагрузкам, для каждого федерального округа РФ.
Постановление № 125: порядок весогабаритного контроля
Это постановление Правительства № 125 от 27 апреля 2011 г. утверждает порядок контроля за соблюдением правил перевозки негабарита: о том, кто и как должен осуществлять взвешивание транспортных средств и с какой допустимой погрешностью.
Приказ № 211: об ограничении движения («распутица»)
Ограничения движения всех грузовых транспортных средств, по разным причинам, в том числе в весенний период («в распутицу»), регламентируются приказом Минтранса № 211 от 12 августа 2011 г. В этом документе рассказывается, кто может вводить ограничения на дорогах, когда и на какой период; а также, на кого эти ограничения не распространяются.
КОАП РФ: штрафы за нарушение правил перевозки негабарита
Статья КОАП РФ 12.21.1 «Нарушение правил перевозки крупногабаритных и тяжеловесных грузов» регламентирует форму и степень ответственности за нарушение правил перевозки негабарита. В ней описаны размеры штрафов за несоблюдение правил и с кого они взимаются.
Постановление Правительства РФ от 31.01.2020 N 67
Постановление правительства «Об утверждении Правил возмещения вреда, причиняемого тяжеловесными транспортными средствами, об изменении и признании утратившими силу некоторых актов Правительства Российской Федерации» регламентирует величину выплат за нагрузку на дорожное полотно при перевозках тяжеловесных грузов. Она определяет соответствующие ставки для всех типов дорог, транспорта и регионов.

## Автомобильная перевозка сыпучих или наливных грузов
Согласно п.51 Правил обеспечения безопасности перевозок пассажиров и грузов автомобильным транспортом и городским наземным электрическим транспортом, цитата: 
```
"Перевозка крупногабаритных и (или) тяжеловесных грузов возможна в случаях, когда груз не может быть разделён на части без риска его повреждения."
```

Это правило напрямую касается перевозок тяжелых сыпучих или наливных грузов. Так как такой груз может быть разделён на части без риска его повреждения, то законодательством запрещается перевозка таких грузов с превышением максимально допустимых нормативов по общей массе автомобиля с грузом.
Например, для автомобиля с тремя осями, масса которого без нагрузки 15 тонн, максимальная масса груза составит 10 тонн (общая не больше 25 тонн). Разрешение на перевозку, например, 15 тонн, выдано не будет - откажут на основании этого 51го пункта. Для перевозчиков сыпучих или наливных грузов законный выход увеличить перевозимую за один рейс массу только один - увеличивать количество осей, использовать полуприцепы с 5 и более осями.

## Автомобильная перевозка тяжеловесных грузов
Есть два параметра, по которым груз может быть определен тяжеловесным: 
1. Общая масса автопоезда. Считается общая, то есть суммарная для тягача, полуприцепа (низкорамного трала) и самого груза.   Существуют нормативы:
  - для обособленных грузовых автомобилей: с двумя осями – 18 тонн; с тремя осями – 25 тонн; с четырьмя осями – 32 тонны;
  - для автопоездов, состоящих из тягача с прицепом: с тремя осями – 28 тонн; с четырьмя осями – 36 тонн; с пятью осями и более – 40 тонн.
2. Нагрузка по осям транспортного средства. Для большинства дорог с асфальтобетонным покрытием (1-я и 2-я категории) максимальная нагрузка на одну ось составляет 11,5 тс (тонн-сил, 1 тс = 103 кгс = 9806,65 Н). При планировании маршрутов с предельной осевой нагрузкой особое внимание уделяется возможным проблемным участкам - переездам, мостам, эстакадам, путепроводам и тд.

## Спецразрешение на негабаритный груз

### Порядок оформления
Регламент выдачи спецразрешений на негабаритные грузы определяется документом под названием "Порядок выдачи специального разрешения на движение по автомобильным дорогам транспортного средства, осуществляющего перевозки тяжеловесных и (или) крупногабаритных грузов" (утверждён Приказом Министерства транспорта Российской Федерации (Минтранс России) от 24 июля 2012 г. N 258 г. Москва).

### Типы спецразрешений
Спецразрешение бывает двух видов:
- на международные перевозки;
- на межрегиональные перевозки.

#### Международные спецразрешения
В случае, если маршрут автопоезда включает погранпереход через границу Российской Федерации и следует в другое государство - требуется оформить международное спецразрешение. Без него автопоезд не будет пропущен пограничниками. Отличительная особенность международного спецразрешения в том, что оно - разовое, может быть оформлено только на один рейс. Ещё одна важная особенность такого разрешения - на автопоезда, следующие с таким разрешением не действуют весенние ограничения, устанавливаемые Росавтодором для просушки дорог после зимнего периода.
Международные спецразрешения оформляются только в одном месте: ФКУ Росдормониторинг, г.Москва. Подать заявку на получение разрешения можно лично или через портал "Госуслуги". Также, в случае невозможности самостоятельного оформления и подачи документов, можно воспользоваться услугами сервисных фирм для оформления разрешения. Порядок выдачи разрешения, утверждённый приказом № 258, позволяет подавать заявление как владельцу транспортного средства, так и его представителю, при наличии доверенности.

#### Межрегиональные спецразрешения
В случае, если маршрут проходит по двум или более субъектам Российской Федерации, оформляется межрегиональное спецразрешение. Его можно оформить на срок до 3х месяцев, на 10 поездок (с возможностью прописать в маршруте "и обратно с грузом"). Межрегиональные разрешения оформляются в одном из тридцати трёх Управлениях дорожного хозяйства РФ (Упрдор) или в их филиалах. Список управлений можно найти на сайте Росавтодора. Подать заявку на получение такого разрешения можно лично или также через  портал "Госуслуги". В какой именно Упрдор нужно подавать заявление, зависит от начальной точки маршрута.

### Денежные расходы по оформлению спецразрешений
Стоимость оформления специального разрешения — госпошлина в размере 1600 рублей (с 01.01.15; до этой даты 1000 р.), уплачиваемая по реквизитам, предоставляемым органом управления дорожного хозяйства.
Отдельно оплачивается ущерб, наносимый дорогам автотранспортом, чья общая масса с грузом и/или осевые нагрузки превышает допустимые. Величина ущерба рассчитывается специалистами управления дороги по специальной формуле и зависит от величины превышения нормативов, длины маршрута, типа дорог, типа транспортного средства. Величина ущерба за превышение осевых нагрузок сравнительно выше, чем ущерб за превышение предельной общей массы. Это связано с тем, что дороги разрушаются больше именно под воздействием точечного давления на пятно соприкосновения с дорогой. Если даже большая общая масса распределена на большое количество осей — дорожное покрытие страдает меньше.
Также, при проследовании «высокого» негабаритного груза (с превышением установленного ограничения по высоте — 4,0 м) по населённым пунктам, возможно потребуется согласование с организацией, заведующей энергохозяйством и/или электротранспортом населённого пункта. В случае, если груз слишком высокий и существует опасность повреждения контактно-кабельной сети, требуется сопровождение автопоезда специальным транспортом — «вышкой», предоставляемым энергохозяйством. «Вышка» едет вместе с автопоездом и приподнимает провода в тех местах, где мог быть контакт.

## Знак «Негабаритный груз»

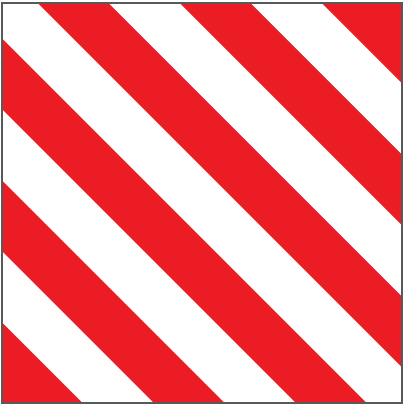
Знак «Негабаритный груз»

В быту распространена и другая задача — перевозка нетяжёлого, но габаритного груза, ради которого не стоит вызывать грузовик: досок, рулонов и прочего. Потому правила перевозки габаритных грузов изучаются во всех автошколах.
Знак «Крупногабаритный груз» представляет собой металлический или пластиковый щит со световозвращающим покрытием размером 40х40 см с чередующимися по диагонали красными и белыми полосами шириной 5 см. Обязательность наличия световозращающего покрытия на знаке диктуется потребностью снижения рисков ДТП в тёмное время суток.
Также могут быть использованы наклейки «Негабаритный груз» аналогичных размеров — 40х40 см.
Знак предназначен для обозначения транспортного средства, осуществляющего перевозку негабаритного (крупногабаритного или тяжеловесного) груза, также для повышения его видимости на дороге и предупреждения остальных участников дорожного движения о возможной опасности.

## Требования к водителю при автотранспортировке негабаритных грузов
Перевозка негабаритного груза представляет собой сложный и в некоторых случаях опасный процесс, поэтому существует ряд требований, предъявляемых к водителю и процессу грузоперевозки в целом, например:
- груз должен быть размещён таким образом, чтобы не ухудшать и не ограничивать обзор водителя
- груз не должен негативно влиять на устойчивость используемого транспортного средства, то есть должен быть закреплён по всем правилам безопасности и не должен провоцировать опрокидывание транспорта во время передвижения
- груз не должен затруднять управление транспортным средством
- груз не должен препятствовать восприятию сигналов, подаваемых водителю участниками дорожного движения, не должен загораживать светоотражатели, опознавательные знаки, осветительные устройства и другие приборы
- груз не должен производить шумы и другие звуковые помехи, не должен поднимать пыль при транспортировке, вредить дорожному покрытию и окружающей среде
- во время движения водитель обязательно должен осуществлять контроль размещения, крепления и состояния перевозимого груза.

## Организация автоперевозки негабаритного груза
Если груз по своим параметрам выходит за габариты транспортного средства, то есть выступает сзади и спереди на 1 м или сбоку на 0,4 м (40 см), то на автомобиль должен быть установлен специальный опознавательный знак «Крупногабаритный груз».
В некоторых случаях автоперевозка груза требует организации сопровождения перевозки.
До 1 июля 2014 года действовали следующие правила:
Перевозка негабаритного груза должна быть организована силами транспортной компании, если груз имеет следующие параметры:
- длина транспортного средства с грузом более 24 м, но менее 30 м;
- ширина транспортного средства с грузом более 3,5 м, но менее 4 м;

Перевозка негабаритного груза должна сопровождаться представителями автодорожной инспекции, если груз имеет следующие параметры:
- длина транспортного средства с грузом более 30 м;
- ширина транспортного средства с грузом более 4 м.

С 1 июля 2014 года, в связи с вступлением в силу приказа Минтранса России от 15 января 2014 г. N 7 , устанавливающего Правила обеспечения безопасности перевозок пассажиров и грузов автомобильным транспортом и городским наземным электрическим транспортом, вводятся следующие мероприятия по организации перевозок негабаритных грузов:
```
52. Для обеспечения безопасности при перевозке крупногабаритных и (или) тяжеловесных грузов и информирования других участников дорожного движения о его габаритах, перечисленных в таблице "Обязательные условия использования автомобилей прикрытия" (приложение к настоящим Правилам), необходимо использование автомобилей прикрытия.

53. Автомобиль прикрытия должен двигаться:
1) перед транспортным средством:
на безопасном для движения расстоянии (с учётом установленной скорости движения), уступом с левой стороны по отношению к транспортному средству, перевозящему крупногабаритный и (или) тяжеловесный груз, таким образом, чтобы его габарит по ширине выступал за габарит сопровождаемого транспортного средства с информационным светоотражающим или световым табло, указанным в пункте 56 настоящих Правил, обращённым вперед;
с развернутым устройством для определения высоты искусственных сооружений и других инженерных коммуникаций при высоте транспортного средства с грузом или без груза свыше 4,5 метра;
2) позади транспортного средства с информационным светоотражающим или с внутренним освещением табло, указанным в пункте 54 настоящих Правил, обращённым назад.
Использование автомобиля прикрытия позади транспортного средства необходимо также в случаях, когда свес груза за задний габарит транспортного средства составляет более четырёх метров независимо от прочих параметров транспортного средства с грузом.

54. Автомобиль прикрытия должен:
1) иметь светоотражающие желто-оранжевые полосы;
2) быть оборудован:
двумя проблесковыми маячками жёлтого или оранжевого цвета (допускается применение проблесковых маячков, конструктивно объединённых в одном корпусе);
информационным светоотражающим или световым табло жёлтого цвета размером один метр на 0,5 метра с текстом "БОЛЬШАЯ ШИРИНА", "БОЛЬШАЯ ДЛИНА", выполненным из световозвращающей плёнки синего цвета с высотой шрифта 14 см;
устройством для определения высоты искусственных сооружений и других инженерных коммуникаций.
Проблесковый маячок устанавливается на крыше транспортного средства или над ней. Способы установки проблесковых маячков должны обеспечивать надёжность их крепления во всех режимах движения и торможения транспортного средства.

55. Информационное светоотражающее или с внутренним освещением табло должно устанавливаться на крыше или над ней автомобиля прикрытия за проблесковым маячком по ходу движения и использоваться в целях дополнительного информирования участников дорожного движения о габаритных параметрах транспортного средства:
при ширине транспортного средства с крупногабаритным грузом свыше 3,5 метра — "БОЛЬШАЯ ШИРИНА";
при длине транспортного средства с крупногабаритным грузом более 25 метров и при одновременной ширине не более 3,5 метра — "БОЛЬШАЯ ДЛИНА";
при ширине транспортного средства с крупногабаритным грузом свыше 3,5 метра и одновременной длине более 25 метров на автомобиле прикрытия, следующим впереди, — "БОЛЬШАЯ ШИРИНА", а на автомобиле прикрытия, следующим позади, — "БОЛЬШАЯ ДЛИНА".
```

Сколько автомобилей прикрытия необходимо — описывается в таблице-приложении к Правилам:

## Примеры негабаритного груза
К негабаритным грузам, как правило, можно отнести различного вида оборудование, спецтехнику, строительные конструкции и т. п., например:
- яхты;
- катера;
- буровые вышки;
- газовые турбины;
- паровые котлы;
- карьерные экскаваторы;
- подъёмники;
- другие крупные предметы, отличающиеся особенными размерами, формами и весом.